# Варуна
Вару́на (др.-инд. वरुणः IAST: váruṇaḥ) в Ведах — верховный хранитель справедливости и судья, а также бог мировых вод; он имеет тенденцию к совмещению этих функций, но в то же время он в первую очередь Бог-Владыка. Варуна — старший из братьев-Адитьев — наряду с Индрой являлся одним из главных богов ведийского пантеона, только Индру и Варуну называют «вседержителями».
Имя Варуны во многих случаях встречается вместе с Митрой, который, по мнению Дюмезиля, представляет правовую сторону власти или союз между людьми, в то время как Варуна представляет отношения между человеком и Богом: «Связи человека на земле отданы Митре, потому что Варуна, как известно, обосновался на небе». Их противопоставление как пары вода-огонь часто встречается в брахманической литературе. Однако, противопоставление Митры и Варуны никогда не было и не могло быть враждой или соперничеством, но лишь «дополнительным распределением».
Вместе с Митрой они умножают и хранят всемирный закон (Rta) (РВ 1.2, 1.23, 6.51). Они поддерживают землю и небо (РВ, 5.62), способны проливать дождь (РВ, 5.63, 5.62, 7.64)
В Ригведе Варуне посвящены и отдельные гимны (РВ, 5.85, 7.86-89), иногда к нему обращаются вместе с другими богами: в паре с Индрой (1.17, 6.68, 7.85), вместе с Агни и Савитаром (РВ,1.24). Ашвинами (РВ, 8.42) и т. д.[уточнить]
В иконографии Варуна изображается держащим в руке аркан, сделанный из змеи. Его вахана (ездовое животное) — Макара.
В послеведийский период Варуна утратил своё ведущее положение в пантеоне, однако его продолжают считать владыкой вод и включают в число Локапал. Большое значение этому «падению» придавал Н. С. Трубецкой, который считал, что «Факт победы Индры над Варуной недостаточно оценивается исследователями истории религии Индии. Между тем этот факт был чреват последствиями и предопределил всё дальнейшее развитие индийской религиозной мысли».
Имя Варуны происходит от корня vṛ- «накрывать, закрывать» (охватывать, опутывать) и внутренняя форма имени — «защитник».
Фрагмент из  Ригведы, - "Гимн силе богов (IV, 16)" :
" 5. Царь Варуна надзирает за всем,
Что внутри двух миров, и за всем, что вне.
У него сочтены все мгновенья людских очей,
Он учитывает их, как игрок в кости - очки.
6. Эти путы твои, о Варуна, числом семижды семь,
Стоят трояко расслабленные, сверкающие. "
Согласно гипотезе Ж. Дюмезиля, позже отвергнутой исследователями, этимологически тождественен с греческим богом Ураном.
М. Элиаде, рассуждая о трёхчастной структуре арийского общества, сопоставлял Варуну с варной брахманов.